# Mario Rodríguez (meksykański piłkarz)
Mario Rodríguez Cervantes (ur. 18 stycznia 1978 w Torreón) – meksykański piłkarz występujący na pozycji bramkarza.

## Kariera klubowa
Rodríguez rozpoczynał swoją piłkarską karierę w czwartoligowym zespole Tecos Cataluña, natomiast w późniejszym czasie reprezentował barwy trzecioligowych Atlético Lagunero i Atlético Tecomán, aby ostatecznie zostać graczem drugoligowego Jaguares de Zamora. Bezpośrednio po tym przeniósł się do występującego w najwyższej klasie rozgrywkowej klubu Tecos UAG z miasta Guadalajara, gdzie za kadencji szkoleniowca Rubéna Omara Romano zadebiutował w meksykańskiej Primera División, 6 maja 2001 w przegranym 0:4 spotkaniu z Santosem Laguna. Już kilka miesięcy później, wskutek odejścia z ekipy Martína Zúñigi, został podstawowym bramkarzem Tecos i rolę tę pełnił przez kolejne dwa i pół roku. Jego udanie zapowiadającą się karierę przerwała w sierpniu 2003 poważna kontuzja, wskutek której stracił miejsce między słupkami na rzecz utalentowanego Jesúsa Corony. W wiosennym sezonie Clausura 2005 wywalczył z Tecos tytuł wicemistrza Meksyku, lecz nie rozegrał wówczas żadnego spotkania, pozostając wyłącznie rezerwowym.
Latem 2006 Rodríguez został ściągnięty przez Rubéna Omara Romano – swojego byłego trenera z Tecos – do prowadzonej przez niego innej drużyny z Guadalajary – Club Atlas. Tam przez pierwsze półtora roku miał pewne miejsce w wyjściowym składzie, w styczniu 2008 zajmując drugie miejsce w rozgrywkach kwalifikacyjnych do Copa Libertadores – InterLidze. Bezpośrednio po tym został jednak relegowany do roli rezerwowego, zaś w lipcu 2008 powrócił do Tecos UAG, gdzie przez pierwszy rok był rezerwowym dla Jesúsa Corony, a po jego odejściu został pierwszym bramkarzem ekipy. W 2010 roku po raz drugi w karierze zajął z nią drugie miejsce w rozgrywkach InterLigi, lecz już kilka miesięcy później stracił miejsce w składzie na rzecz Christiana Martíneza.
W lipcu 2011 Rodríguez udał się na wypożyczenie do drużyny Puebla FC, gdzie spędził rok bez większych sukcesów, będąc rezerwowym dla Alexandro Álvareza. Pod jego nieobecność ekipa Tecos spadła do drugiej ligi, lecz tam jego sytuacja nie uległa zmianie – nie potrafił on wygrać rywalizacji o miejsce w składzie z José Guadalupe Martínezem, wobec czego został wypożyczony po raz kolejny – tym razem do drugoligowego CF La Piedad. Tam jako pierwszy bramkarz występował przez sześć miesięcy, na koniec rozgrywek 2012/2013 awansując do najwyższej klasy rozgrywkowej, jednak bezpośrednio po tym klub został rozwiązany, a on sam na zasadzie wypożyczenia zasilił drugoligowy zespół Lobos BUAP z miasta Puebla. Jego barwy reprezentował przez pół roku, głównie jako rezerwowy dla José Francisco Canalesa.
Wiosną 2014 Rodríguez został wypożyczony do drugoligowego klubu Zacatepec Siglo XXI, w którym jako podstawowy golkiper spędził sześć miesięcy, po czym powrócił do pierwszej ligi, podpisując umowę z Tiburones Rojos de Veracruz. W drużynie z portowego miasta występował przez kolejny rok jako rezerwowy dla Melitóna Hernándeza, nie notując żadnego ligowego występu, po czym w wieku 37 lat zdecydował się zakończyć profesjonalną karierę.